# Cratere Abu
Abu  è un cratere sulla superficie di Marte.